# Ministère de la Guerre (Italie)
Pour les articles homonymes, voir Ministère de la Guerre.
Le ministère de la Guerre (en italien : Ministero della guerra) est le département ministériel historique présent depuis l'unification de l'Italie, à partir de 1861 dans le gouvernement Cavour. Il gère les forces militaires de l'armée royale (Regio esercito), tandis que le ministère de la marine est chargé de la marine royale (Regia Marina).

## Histoire
Dans le royaume de Sardaigne, les services relatifs à l'armée et à la marine dépendaient d'un seul « ministère de la Guerre et de la Marine », jusqu'au 11 octobre 1850 avec le gouvernement D'Azeglio I ont été détachés et les fonctions sur la Marine attribuées au ministère de l'Agriculture et du Commerce, restant seulement « ministère de la Guerre ».
Avec l'unification de 1861 dans le gouvernement Cavour IV du royaume d'Italie, la division de la gestion de la composante militaire en « ministère de la Guerre » et « ministère de la Marine » est introduite. Ces ministères sont restés de facto les fiefs des hautes hiérarchies militaires jusqu'après la Première Guerre mondiale, qui ont toujours rejeté toute forme de contrôle parlementaire. En fait, le ministère de la guerre était généralement dirigé par un général, rarement par des civils: le premier fut Severino Casana, puis Ivanoe Bonomi, Giulio Rodinò et Alessandro Casati. C'est Bonomi qui, en 1920, avec la réforme du règlement militaire qui porte son nom, réduit les pouvoirs de la fonction de chef d'état-major général, qui avait pris une valeur considérable pendant la Première Guerre mondiale.
Le 30 août 1925, le gouvernement Mussolini crée également un troisième ministère militaire, le ministère de l'Aéronautique, qui comprend tous les services aéronautiques appartenant auparavant au ministère de la Guerre, tandis que Mussolini lui-même garde pour lui le ministère de la Guerre de 1925 à 1929 et de 1933 jusqu'à la fin du régime fasciste le 25 juillet 1943, avec un général, nommé sous-secrétaire d'État, délégué à la gestion ordinaire. Avec le « décret Mussolini » de 1926, l'armée coloniale est placée sous la tutelle du ministère des Colonies.
Par décret n° 17 du chef de l'État provisoire du 4 février 1947, à partir du 14 février 1947, avec le gouvernement De Gasperi III, le ministère de la Guerre, la Marine et l'Armée de l'air sont supprimés et leurs compétences unifiées au sein du ministère de la Défense.

## Organisation
En 1928, l'organisation du ministère était la suivante: 
- Cabinet
- Bureau de coordination
- Bureau des généraux
- Sept directions générales (personnel civil et affaires générales ; personnel des officiers ; sous-officiers et troupes ; artillerie et véhicules à moteur ; génie ; services logistiques ; santé militaire)
- Inspection générale de l'administration
- Direction du centre chimique militaire
- Service équestre et vétérinaire
- Division de l'éducation physique et de l'éducation pré-militaire
- Ecoles militaires

Avec l'entrée en guerre de l'Italie, une nouvelle réorganisation du ministère est promulguée le 6 juillet 1940 (loi n° 1039):
- Cabinet
- Secrétariat privé du sous-secrétaire d'état
- Siège social
- Huit directions générales : (officiers en service permanent ; officiers en congé ; personnel civil et affaires générales ; artillerie ; génie ; services logistiques ; santé militaire ; services administratifs)
- Direction du service chimique militaire
- Direction générale des sous-officiers et des militaires du rang
- Direction générale de la motorisation
- Inspection supérieure des services techniques
- Service équestre et vétérinaire
- Service d'information militaire
- Compagnie autonome des carabiniers royaux
- Bureau des publications militaires

## Chronologie des ministres
- Liste des ministres de la Guerre du royaume d'Italie